# Jacek Krzyżaniak
Jacek Krzyżaniak (ur. 18 października 1968 w Toruniu) – polski żużlowiec.
Syn Bogdana Krzyżaniaka, również żużlowca.

## Kariera klubowa
- Apator Toruń (1987–1998)
- Sparta Wrocław (1999–2002)
- Polonia Bydgoszcz (2003–2005)
- GTŻ Grudziądz (2006–2008)

## Starty w Grand Prix
| Sezon | Numer | 1   | 2     | 3   | 4   | 5   | 6   | Msc. | Pkt. |
| ----- | ----- | --- | ----- | --- | --- | --- | --- | ---- | ---- |
| 1998  | 27    | CZE | DEU 3 | DNK | GBR | SWE | POL | 30   | 3    |

| Statystyki        | Statystyki |
| ----------------- | ---------- |
| Starty            | 1          |
| Zwycięstwa        | 0          |
| Miejsca na podium | 0          |
| Finalista         | 0          |
| Punkty            | 3          |

## Osiągnięcia
- Drużynowy Puchar Świata
  - 2001 (wyniki) - 2. miejsce - 5 pkt (1,-,1,3,w)
- Indywidualne Mistrzostwa Polski
  - 1994 - 2. miejsce
  - 1997 - 1. miejsce
  - 1999 - 3. miejsce
  - 2000 - 3. miejsce
  - 2002 - 3. miejsce
- Mistrzostwa Polski Par Klubowych
  - 1991 - 3. miejsce
  - 1992 - 3. miejsce
  - 1993 - 3. miejsce
  - 1995 - 3. miejsce
  - 1996 - 3. miejsce
  - 1997 - 2. miejsce
  - 1999 - 3. miejsce
  - 2001 - 1. miejsce
- Drużynowe Mistrzostwa Polski
  - 1990 - 1. miejsce
  - 1991 - 3. miejsce
  - 1992 - 3. miejsce
  - 1993 - 3. miejsce
  - 1994 - 3. miejsce
  - 1995 - 2. miejsce
  - 1996 - 2. miejsce
  - 2001 - 2. miejsce
  - 2002 - 3. miejsce
  - 2003 - 3. miejsce
  - 2005 - 2. miejsce
- Złoty Kask
  - 1994 - 3. miejsce
  - 1999 - 1. miejsce

## Inne ważniejsze turnieje
| Osiągnięcia: | Osiągnięcia: | 12. miejsce (1992), (1997) | 12. miejsce (1992), (1997) | 12. miejsce (1992), (1997) | 12. miejsce (1992), (1997) |
| Sezon        | Miasto       | Msc                        | Pkt                        | Biegi                      | Kluby                      |
| 1992         | Gorzów Wlkp. | 12                         | 5                          | (2,1,0,1,1)                | Toruń                      |
| 1997         | Gorzów Wlkp. | 12                         | 6                          | (0,3,0,1,2)                | Toruń                      |